# Argyroptocha
Argyroptocha là một chi bướm đêm thuộc phân họ Olethreutinae trong họ Tortricidae.

## Các loài
- Argyroptocha phalaenopa Diakonoff, 1968